# Atlas Shrugged: Part II
Atlas Shrugged: Part II is een Amerikaanse film uit 2011 gebaseerd op het boek Atlas Shrugged van Ayn Rand. De film is een vervolg op Atlas Shrugged: Part I uit 2011. De film ontving slechte recensies en wist maar 3 miljoen dollar binnen te halen terwijl het een budget had van 10 miljoen dollar. Toch kwam er in 2014 een vervolgfilm  uit.

## Rolverdeling
- Samantha Mathis - Dagny Taggart
- Jason Beghe - Henry Rearden
- Esai Morales - Francisco d'Anconia
- Patrick Fabian - James Taggart
- Kim Rhodes - Lillian Rearden
- Richard T. Jones - Eddie Willers